# Металург (Малин)
«Металу́рг» — аматорський футбольний клуб з міста Малина Житомирської області. Виступав у чемпіонатах ААФУ 2006, 2007, 2008 років і кубках 2007, 2008. 

## Досягнення
- Чемпіон Житомирської області — 2008
- Брозовий призер чемпіонату Житомирщини — 2007
- Володар суперкубка Житомирської області — 2008

## Корисні посилання
- Сайт уболівальників ФК «Металург» Малин